# Óláfr Þórðarson
Pour les articles homonymes, voir Thórdarson.
Óláfr Þórðarson est né aux environs de 1210 et est mort en 1259. 
Il est généralement appelé Óláfr hvítaskáld (« Olaf Skald blanc ») par opposition à un contemporain appelé Óláfr svartaskáld (« Olaf Skald le noir »). Óláfr était le neveu paternel de Snorri Sturluson et a passé sa jeunesse dans la maison de Snorri, où il a fait une partie importante de son enseignement universitaire. Il était aussi le frère de Sturla Thórðarson.
Après la mort de son père, en 1237, il s'est rendu en Norvège, où il est resté auprès du roi Håkon IV de Norvège et de Jarl Skule, avant de se rendre au Danemark et de rester auprès du roi Valdemar Ier du Danemark. Il a probablement aussi rendu visite au roi de Suède Éric XI. En 1240, il a servi le roi Håkon IV de Norvège dans la bataille d'Oslo.
De retour en Islande, il s'est rendu sur une île de 1252 à 1256. Il est devenu célèbre grâce à la composition de ses poèmes sur les trois rois scandinaves, qui sont partiellement incluses dans la Knýtlinga saga, qu'il a probablement écrit au Danemark.